# بالگردگاه دنیلسون
بالگردگاه دنیلسون (به انگلیسی: Danielson Heliport) یک فرودگاه خصوصی است. این فرودگاه در شهر هیلسبرو، اورگن کشور ایالات متحده آمریکا قرار دارد و در ارتفاع ۶۲ متری از سطح دریا واقع شده‌است.